# Hey You (canción de Scorpions)
«Hey You» es una canción de la banda alemana de hard rock y heavy metal Scorpions, publicada como sencillo en 1980 por Harvest Records e incluida como la última pista de Animal Magnetism, aunque en determinadas ediciones. Escrita por Klaus Meine, Herman Rarebell y Rudolf Schenker, su grabación se llevó a cabo en los Dierks Studios de Colonia (Alemania). A diferencia de la gran mayoría de sus canciones, los versos los canta Schenker y Meine solo interpreta el estribillo.
Salió a la venta en 1980 como el último sencillo de Animal Magnetism, pero en una edición limitada de copias y en muy pocos países. A pesar de aquello, logra cierta popularidad en la zona sur de Alemania según la revista alemana Metal Hammer. En 1989, se incluyó en el álbum recopilatorio Best of Rockers 'n' Ballads y, más tarde, figuró en otros compilados como Essential (2003) y The Platinum Collection (2005).

## Composición y grabación
La letra la escribieron el baterista Herman Rarebell y el vocalista Klaus Meine, mientras que la música la compuso el guitarrista Rudolf Schenker. Considerada una canción de hard rock sobre un hombre enamorado de una mujer menor, tiene la particularidad de que los versos los canta Schenker y Meine solo interpreta el estribillo. En los versos posee un ritmo pegadizo y un sencillo riff de guitarra, mientras que Schenker la interpreta con una voz aguda preadolescente. Por su parte, en el estribillo Meine la canta con su habitual tono de voz y el riff es más mordaz. De acuerdo con este último, nunca se la tomaron en serio y su inclusión, en determinadas ediciones de Animal Magnetism (1980), se debió únicamente porque la encontraban divertida. Al igual que las demás canciones del álbum, su grabación se llevó a cabo entre diciembre de 1979 y febrero de 1980 en la sala dos de los estudios Dierks en Colonia (Alemania).

## Lanzamiento y reediciones
«Hey You» salió a la venta en septiembre de 1980 en una versión limitada de copias y en muy pocos países. Antes de descartarla de la edición original de Animal Magnetism, habían considerado dejarlo como el primer sencillo, pero en su lugar seleccionaron a «Make It Real». De acuerdo con la revista alemana Metal Hammer, tuvo un éxito importante en la zona sur de Alemania; por ejemplo, estuvo por bastante tiempo en la lista de éxitos de la revista Sündfunk de Stuttgart. Como no tuvo un lanzamiento importante como los demás sencillos de Animal Magnetism —«Make It Real» y «The Zoo»— muchas personas que la conocían querían tener más información sobre ella, así que, según Meine, solían preguntarle a los músicos de vez en cuando.
En 1989 figuró en el álbum recopilatorio Best of Rockers 'n' Ballads, pero la edición estadounidense y la europea difieren entre ellas. La primera, publicada por Mercury Records, incluyó su versión original; mientras que la europea, editada por EMI Records, poseía una remezcla realizada por la banda y Harald Lepches. Posteriormente, se incluyó en otros recopilatorios como Essential (2003) y The Platinum Collection (2005).

## Lista de canciones
| N.º | Título    | Escritor(es)              | Duración |  |
| 1.  | «Hey You» | Schenker, Meine, Rarebell | 4:30     |  |
| 2.  | «The Zoo» | Schenker, Meine           | 5:28     |  |

## Músicos
- Klaus Meine: coros
- Rudolf Schenker: voz principal y guitarra rítmica
- Matthias Jabs: guitarra líder
- Francis Buchholz: bajo
- Herman Rarebell: batería